# Unió Progressista de Fiscals
La Unió Progressista de Fiscals és una associació professional espanyola fundada el 5 de juny de 1985 i que està integrada per fiscals amb el desig de «promoure la plena realització dels principis, drets i llibertats consagrats en la Constitució». La seva seu es troba en València.
La Unió Progressista de Fiscals sorgeix com a escissió de l'Associació de Fiscals existent com a única organització professional des de 1980 i a l'empara de l'article 127 de la Constitució de 1978 i l'article 54 de l'Estatut Orgànic del Ministeri Fiscal de 1981. Les seves finalitats generals, a més del descrit de promoure la plena realització dels drets constitucionals, s'orienten cap a la defensa dels principis d'imparcialitat i legalitat, la defensa dels drets socials, la independència judicial i satisfer els sectors marginats. Quant a la pròpia fiscalia, la defensa dels interessos i drets professionals dels fiscals.
Està organitzada en dos nivells: el Congrés, màxim òrgan els representants del qual són escollits pels associats; i el Secretariat Permanent, triat per aquell, amb funcions executives. El President del Secretariat Permanent és, des de setembre de 2008, Emilio Sánchez Ulled.